# Murina rozendaali
Murina rozendaali é uma espécie de morcego da família Vespertilionidae. É endêmica da Malásia.